# Instrukce pro zpracování
Instrukce pro zpracování (anglicky Processing Instruction, PI) je zvláštní typ uzlu v SGML a XML sloužící k přenosu instrukcí do aplikace. Instrukce pro zpracování se mohou objevit kdekoli v dokumentu.
Instrukce pro zpracování jsou součástí Document Object Modelu jako Node.PROCESSING_INSTRUCTION_NODE a lze je používat v XPath a XQuery v příkazu processing-instruction().

## Syntaxe
Instrukce pro zpracování jsou v SGML uzavřeny mezi <? a >.
V XML jsou instrukce pro zpracování také uzavřeny mezi <? a ?>. Vždy obsahují cíl, a mohou mít i obsah – hodnotu uzlu, která nesmí obsahovat řetězec ?>.
```
<?cíl obsah?>

```

XML deklarace na začátku XML dokumentu není instrukcí pro zpracování, i když se jim podobá:
```
<?xml version="1.0" encoding="UTF-8" ?>

```

## Příklady
Instrukce pro zpracování se nejčastěji používají pro zadání XSL stylesheetu v XML dokumentu pomocí instrukce xml-stylesheet, jak bylo standardizováno v roce 1999. Instrukce pro zpracování lze použít pro styly XSLT i CSS.
```
<?xml-stylesheet type="text/xsl" href="style.xsl"?>

```

```
<?xml-stylesheet type="text/css" href="style.css"?>

```

V XSLT stylech pro DocBook lze použít jednu nebo více instrukcí pro zpracování pro změnu implicitního chování.
Předběžná verze (anglicky draft) protokolu pro zakázání přístupu robotům využívá instrukce pro zpracování v XML dokumentech.